# Estisch voetbalelftal in 1923
Het Estisch voetbalelftal speelde in totaal vijf officiële interlands in het jaar 1923. Drie jaar eerder had de nationale ploeg van het Baltische land de eerste officiële interland uit de geschiedenis gespeeld: op 17 oktober 1920 in en tegen Finland (6-0 nederlaag).

## Balans
| Wedstrijden | Wedstrijden | Wedstrijden | Wedstrijden | Doelpunten | Doelpunten | Doelpunten | Punten |
| Gespeeld    | Winst       | Gelijk      | Verlies     | Voor       | Tegen      | Saldo      | Punten |
| ----------- | ----------- | ----------- | ----------- | ---------- | ---------- | ---------- | ------ |
| 5           | 2           | 1           | 2           | 11         | 10         | +1         | 1.000  |

## Interlands
|                                                  |          |                                                                                                |         |                                                                            |
| 24 juni Vriendschappelijk № 6 «onderlinge duels» | Litouwen | 0 – 5                                                                                          | Estland | LFLS Stadion, Kaunas Toeschouwers: 3.000 Scheidsrechter: Adolf Hahne (LAT) |
| 24 juni Vriendschappelijk № 6 «onderlinge duels» |          | 1' Vladimir Tell 40' Eduard Ellman-Eelma 62' Vladimir Tell 64' Heinrich Paal 79' Vladimir Tell |         | LFLS Stadion, Kaunas Toeschouwers: 3.000 Scheidsrechter: Adolf Hahne (LAT) |

|                                                  |                  |       |                  |                                                                                |
| 24 juli Vriendschappelijk № 7 «onderlinge duels» | Estland          | 1 – 1 | Letland          | Kalevi Staadion, Tallinn Toeschouwers: 4.000 Scheidsrechter: Gunnar Sund (SWE) |
| 24 juli Vriendschappelijk № 7 «onderlinge duels» | Heinrich Paal 3' |       | 65' Arvīds Bārda | Kalevi Staadion, Tallinn Toeschouwers: 4.000 Scheidsrechter: Gunnar Sund (SWE) |

|                                                       |                                                 |       |                                                                                    |                                                                                       |
| 19 september Vriendschappelijk № 8 «onderlinge duels» | Estland                                         | 2 – 4 | Sovjet-Unie                                                                        | Jalgpalli Klubi Staadion, Tallinn Toeschouwers: 4.000 Scheidsrechter: Max Adler (AUT) |
| 19 september Vriendschappelijk № 8 «onderlinge duels» | Elmar Kaljot 63' (pen.) Elmar Kaljot 71' (pen.) |       | 28' Michail Boetoesov 37' Michail Boetoesov 50' Pjotr Isakov 84' Michail Boetoesov | Jalgpalli Klubi Staadion, Tallinn Toeschouwers: 4.000 Scheidsrechter: Max Adler (AUT) |

|                                                       |                          |       |                                                                                              |                                                                                 |
| 25 september Vriendschappelijk № 9 «onderlinge duels» | Estland                  | 1 – 4 | Polen                                                                                        | Kalevi Staadion, Tallinn Toeschouwers: 4.000 Scheidsrechter: Verner Eklöf (FIN) |
| 25 september Vriendschappelijk № 9 «onderlinge duels» | Ernst-Aleksandr Joll 86' |       | 20' Mieczysław Batsch 38' Władysław Kowalski 65' Władysław Kowalski 77' Wawrzyniec Staliński | Kalevi Staadion, Tallinn Toeschouwers: 4.000 Scheidsrechter: Verner Eklöf (FIN) |

|                                                        |                                            |       |                       |                                                                                |
| 30 september Vriendschappelijk № 10 «onderlinge duels» | Estland                                    | 2 – 1 | Finland               | Spordi Staadion, Tallinn Toeschouwers: 4.000 Scheidsrechter: Gunnar Sund (SWE) |
| 30 september Vriendschappelijk № 10 «onderlinge duels» | Vladimir Tell 24' Ernst-Aleksandr Joll 84' |       | 67' Torsten Österlund | Spordi Staadion, Tallinn Toeschouwers: 4.000 Scheidsrechter: Gunnar Sund (SWE) |

## Statistieken
| August Lass          | 1903-08-16 | JK Kalev Tallinn  | 5 | 0 | 0 | 9 | 0 |
| Verdediging          |            |                   |   |   |   |   |   |
| Bernhard Rein        | 1897-11-19 | SK Tallinna Sport | 4 | 0 | 0 | 5 | 0 |
| Elmar Kaljot         | 1901-11-15 | JK Kalev Tallinn  | 3 | 0 | 2 | 3 | 2 |
| Otto Silber          | 1893-03-17 | Tallinna JK       | 3 | 0 | 0 | 7 | 0 |
| Georg Vain           | 0000-00-00 | JK Kalev Tallinn  | 2 | 1 | 0 | 6 | 0 |
| August Silber        | 1895-07-30 | Tallinna JK       | 2 | 0 | 0 | 3 | 0 |
| Middenveld           |            |                   |   |   |   |   |   |
| Heinrich Paal        | 1895-06-26 | SK Tallinna Sport | 5 | 0 | 2 | 9 | 2 |
| Harald Kaarman       | 1901-12-12 | JK Kalev Tallinn  | 5 | 0 | 0 | 9 | 0 |
| Arnold Pihlak        | 1902-07-17 | JK Kalev Tallinn  | 5 | 0 | 0 | 6 | 0 |
| Eduard Maurer        | 0000-00-00 | SK Tallinna Sport | 3 | 0 | 0 | 5 | 0 |
| Hugo Väli            | 1902-06-19 | JK Kalev Tallinn  | 2 | 0 | 0 | 2 | 0 |
| Eugen Einman         | 1905-10-06 | SK Tallinna Sport | 0 | 1 | 0 | 1 | 0 |
| Aanval               |            |                   |   |   |   |   |   |
| Vladimir Tell        | 1899-07-27 | SK Tallinna Sport | 4 | 0 | 4 | 9 | 5 |
| Ernst-Aleksandr Joll | 1902-09-16 | JK Kalev Tallinn  | 4 | 0 | 2 | 9 | 2 |
| Johannes Brenner     | 1906-01-16 | JK Kalev Tallinn  | 4 | 0 | 0 | 4 | 0 |
| Oskar Üpraus         | 1898-10-12 | SK Tallinna Sport | 3 | 0 | 0 | 8 | 1 |
| Eduard Ellman-Eelma  | 1902-04-07 | JK Kalev Tallinn  | 1 | 0 | 1 | 3 | 1 |

EJL · A-internationals · Bondscoaches · Statistieken · Estisch vrouwenelftal · Olympisch elftal · Estland U21 · Estland U20 · Estland U19 · Estland U18 · Estland U17 · Estland U16
1920 – 1929 ·
1930 – 1939 ·
1940 – 1949 ·
1950 – 1990 · 
1990 – 1999 ·
2000 – 2009 ·
2010 – 2019 ·
2020 − 2029
OS 1924
1920 ·
1921 ·
1922 ·
1923 ·
1924 ·
1925 ·
1926 ·
1927 ·
1928 ·
1929 · 
1930 · 
1931 · 
1932 · 
1933 · 
1934 · 
1935 · 
1936 · 
1937 · 
1938 · 
1939 · 
1940 · 
1941 · 
1942 · 
1943 · 1944 · 
1945 · 
1946 · 
1947 · 
1948 · 
1949 · 
1950 – 1990 · 
1991 · 
1992 · 
1993 · 
1994 · 
1995 · 
1996 · 
1997 · 
1998 · 
1999 · 
2000 · 
2001 · 
2002 · 
2003 · 
2004 · 
2005 · 
2006 · 
2007 · 
2008 · 
2009 · 
2010 · 
2011 · 
2012 · 
2013 · 
2014 · 
2015 · 
2016 ·
2017 ·
2018 ·
2019 ·
2020
Albanië ·
Andorra ·
Angola ·
Antigua en Barbuda ·
Argentinië ·
Armenië ·
Azerbeidzjan ·
België ·
Bosnië-Herzegovina ·
Brazilië ·
Bulgarije ·
Canada ·
Chili ·
China ·
Cyprus ·
Denemarken ·
Duitsland ·
Ecuador ·
Egypte ·
El Salvador ·
Engeland ·
Equatoriaal-Guinea ·
Faeröer ·
Fiji ·
Filipijnen ·
Finland ·
Frankrijk ·
Georgië · 
Gibraltar ·
Griekenland ·
Hongarije ·
Hongkong ·
Ierland ·
IJsland ·
Indonesië ·
Irak ·
Israël ·
Italië ·
Jordanië ·
Kazachstan ·
Kirgizië ·
Kroatië ·
Letland ·
Libanon ·
Liechtenstein ·
Litouwen ·
Luxemburg ·
Malta ·
Marokko ·
Mexico ·
Moldavië ·
Montenegro ·
Nederland ·
Nieuw-Caledonië ·
Nieuw-Zeeland ·
Noord-Ierland ·
Noord-Macedonië ·
Noorwegen ·
Oekraïne ·
Oezbekistan ·
Oman ·
Oostenrijk ·
Polen ·
Portugal ·
Qatar ·
Roemenië ·
Rusland ·
Saint Kitts en Nevis ·
San Marino ·
Saoedi-Arabië ·
Schotland ·
Servië ·
Slovenië ·
Slowakije · 
Spanje ·
Tadzjikistan ·
Thailand ·
Trinidad en Tobago ·
Tsjechië ·
Turkije ·
Turkmenistan ·
Uruguay ·
Vanuatu ·
Venezuela ·
Verenigde Arabische Emiraten ·
Verenigde Staten ·
Vietnam ·
Wales ·
Wit-Rusland ·
Zweden ·
Zwitserland